# Zanthoxylum tahitense
Zanthoxylum tahitense är en vinruteväxtart som först beskrevs av Jean Nadeaud, och fick sitt nu gällande namn av J. Florence & N. Hall&é. Zanthoxylum tahitense ingår i släktet Zanthoxylum och familjen vinruteväxter. Inga underarter finns listade i Catalogue of Life.